# 추강
추강(카자흐어: Шу, 키르기스어: Чүй, 러시아어: Чу)은 키르기스스탄 북부와 카자흐스탄 남부를 흐르는 강이다. 이식쿨호 북쪽을 지나지만, 호수로 흘러들거나, 호수에서 흘러나오지는 않는다. 톈산산맥에서 발원하여 키르기스스탄과 카자흐스탄의 국경을 따라 흐르다가 카자흐스탄 내부로 방향을 튼다. 스텝 지역을 지나며 건천이 되어 사라진다. 우기에는 시르다리야강까지 흘러 합류되기도 한다.

## 사진첩

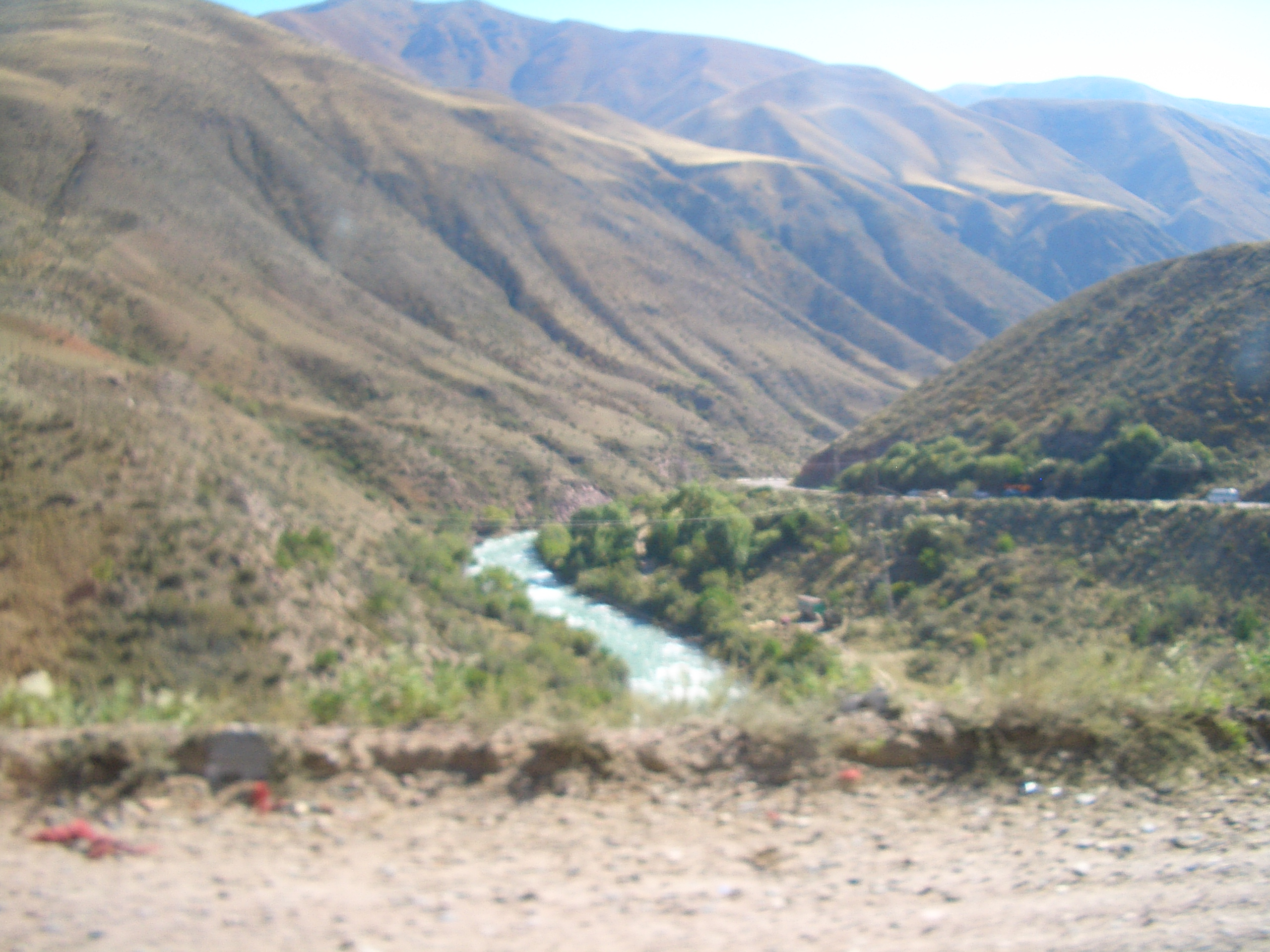
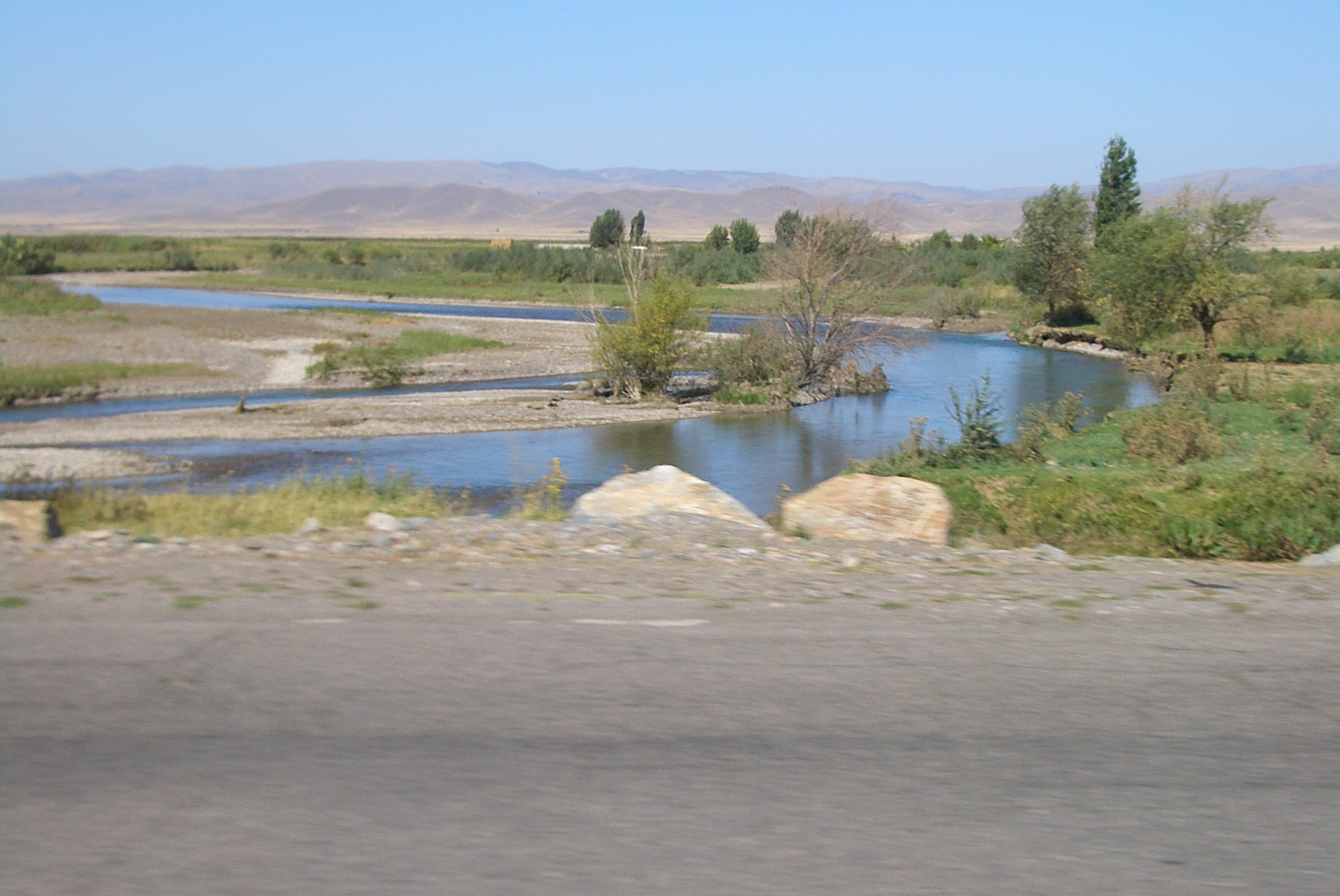
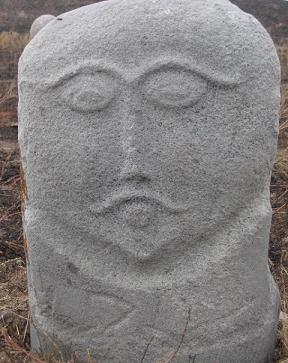
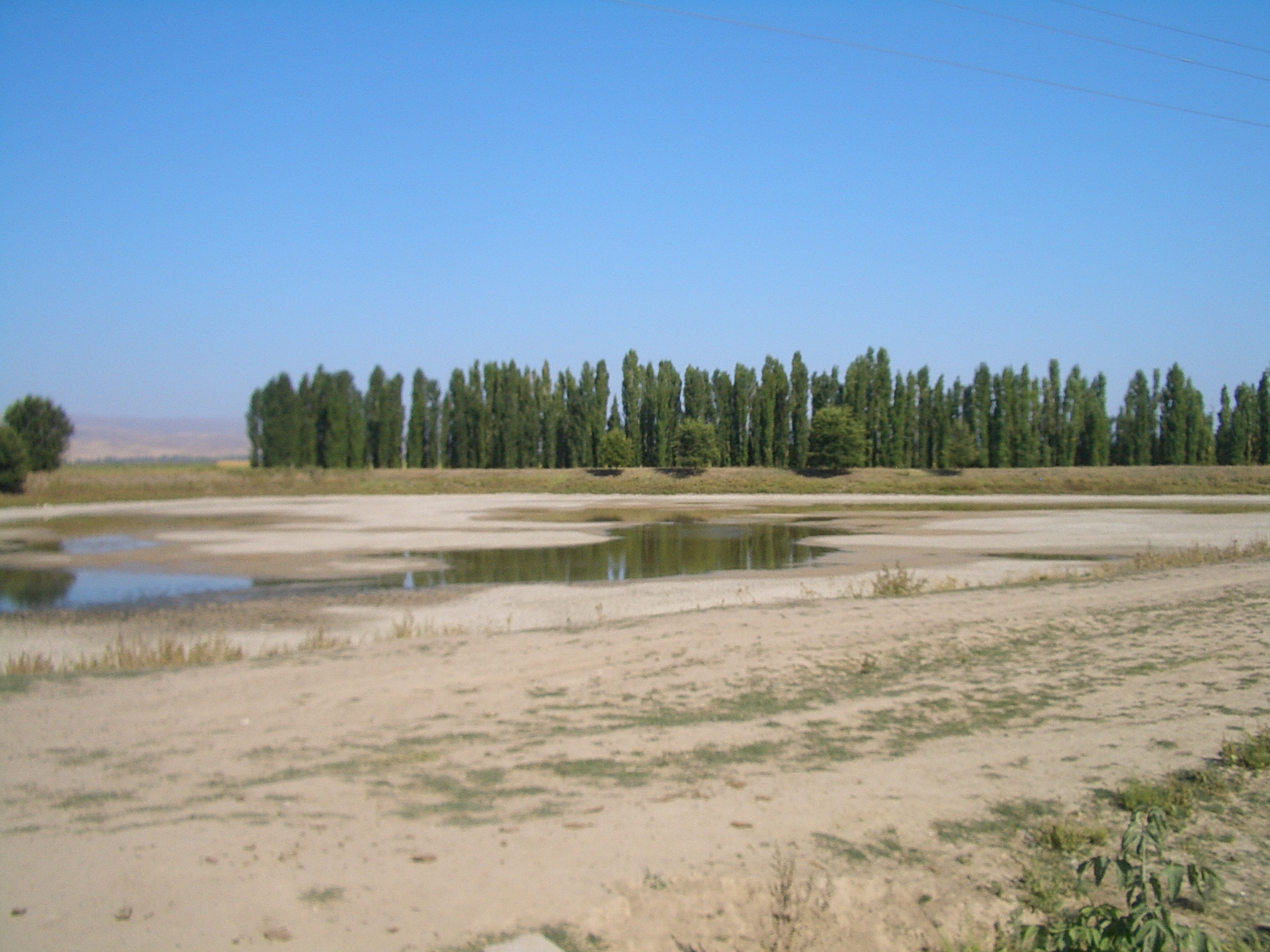
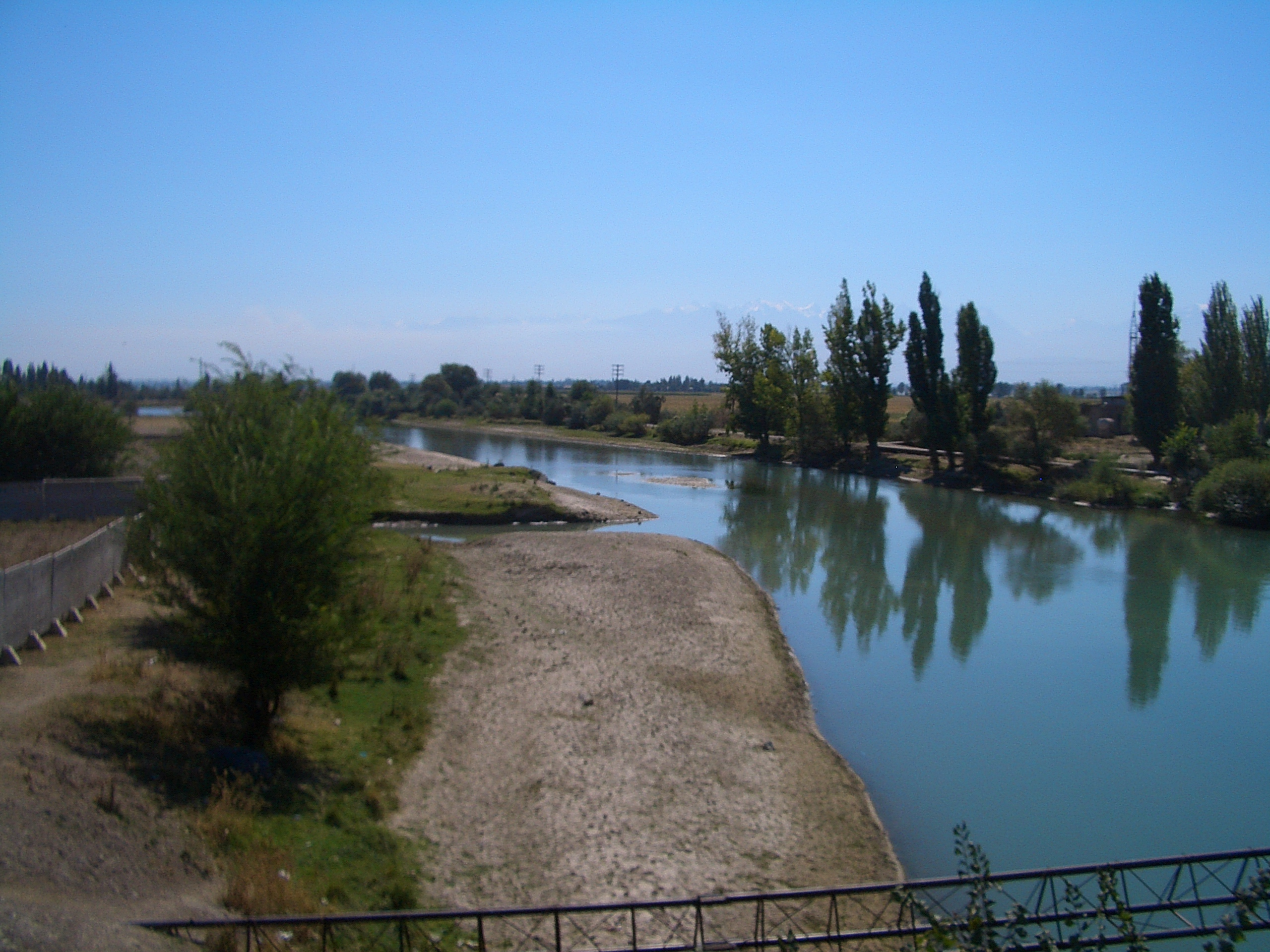
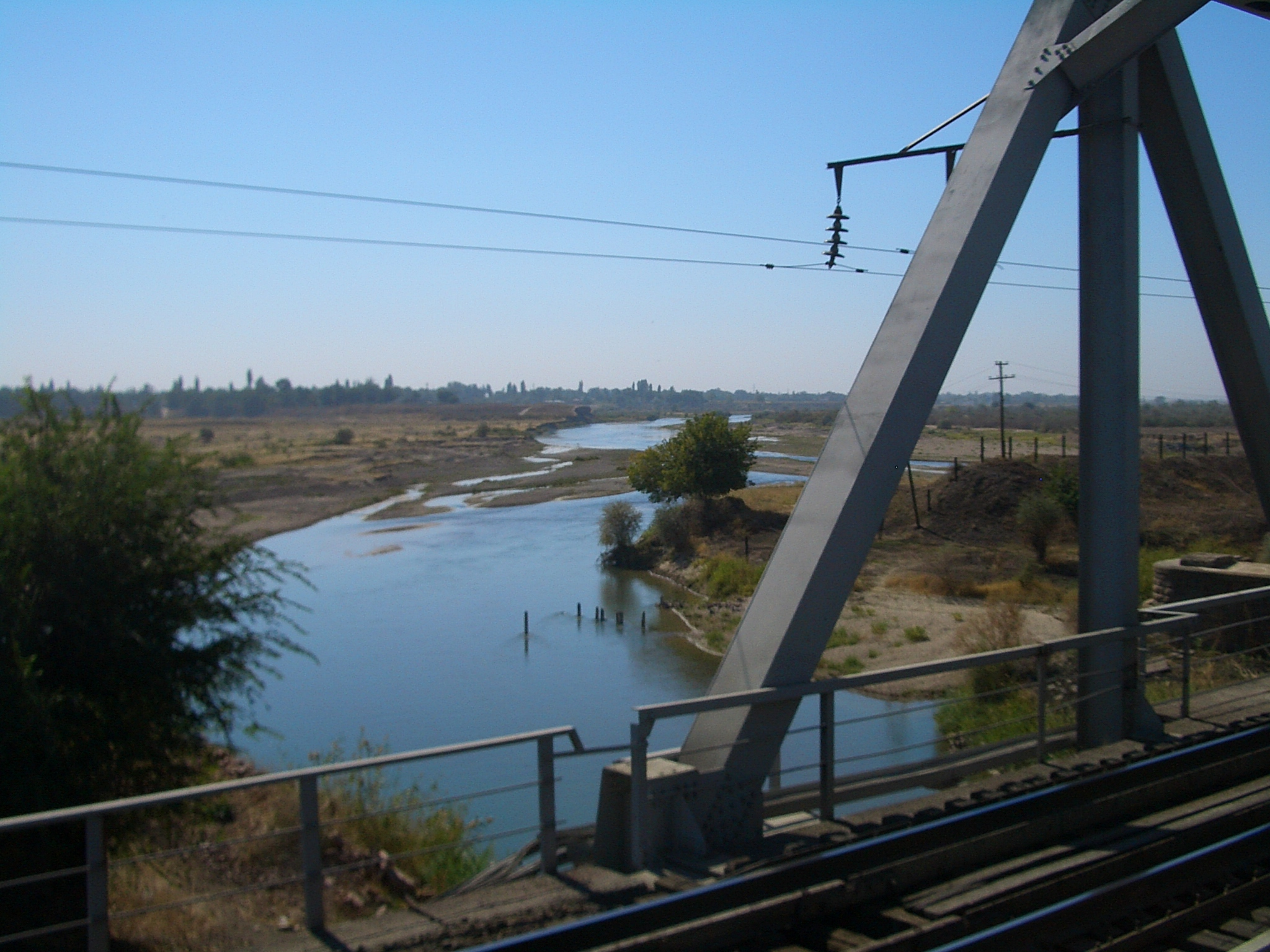